# Odori (métro de Sapporo)
Cet article concerne la station de métro. Pour la danse japonaise, voir Odori.
Odori (大通駅, Ōdōri-eki) est une station du métro de Sapporo au Japon. Elle est située dans l'arrondissement de Chūō à Sapporo. Elle est desservie par l'ensemble des 3 lignes du réseau.

## Situation sur le réseau
La station est située au point kilométrique (PK) 5,5 de la ligne Namboku, au PK 8,5 de la ligne Tōzai et au PK 7,3 de la ligne Tōhō.

## Histoire
La station a été inaugurée le 16 décembre 1971.

## Services aux voyageurs

### Accès et accueil
La station est ouverte tous les jours.

### Desserte
- Ligne Namboku :
  - voie 1 : direction Makomanai
  - voie 2 : direction Asabu
- Ligne Tōzai :
  - voie 3 : direction Shin Sapporo
  - voie 4 : direction Miyanosawa
- Ligne Tōhō :
  - voie 5 : direction Sakaemachi
  - voie 6 : direction Fukuzumi

Installations et desserte
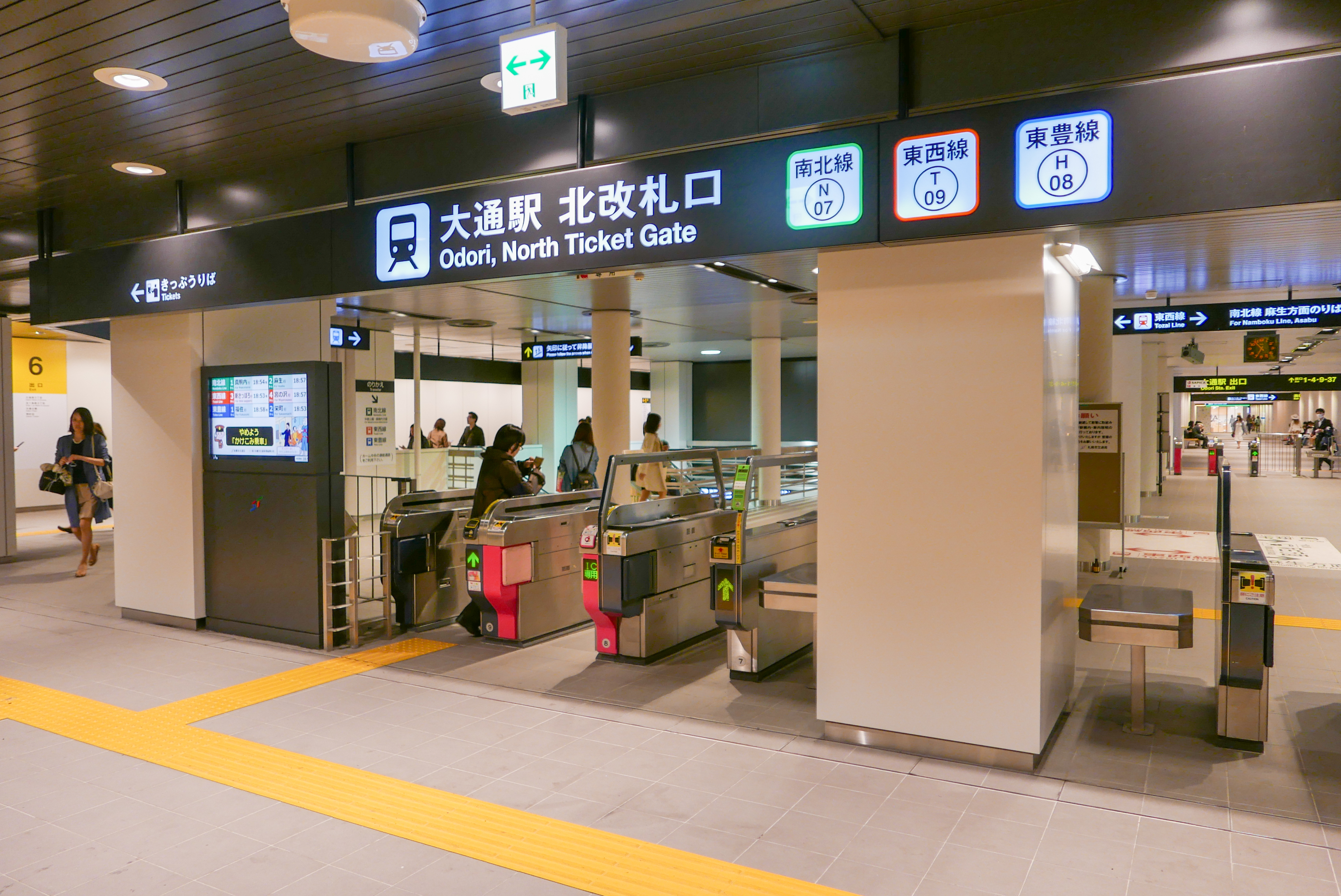
Ligne de contrôle.
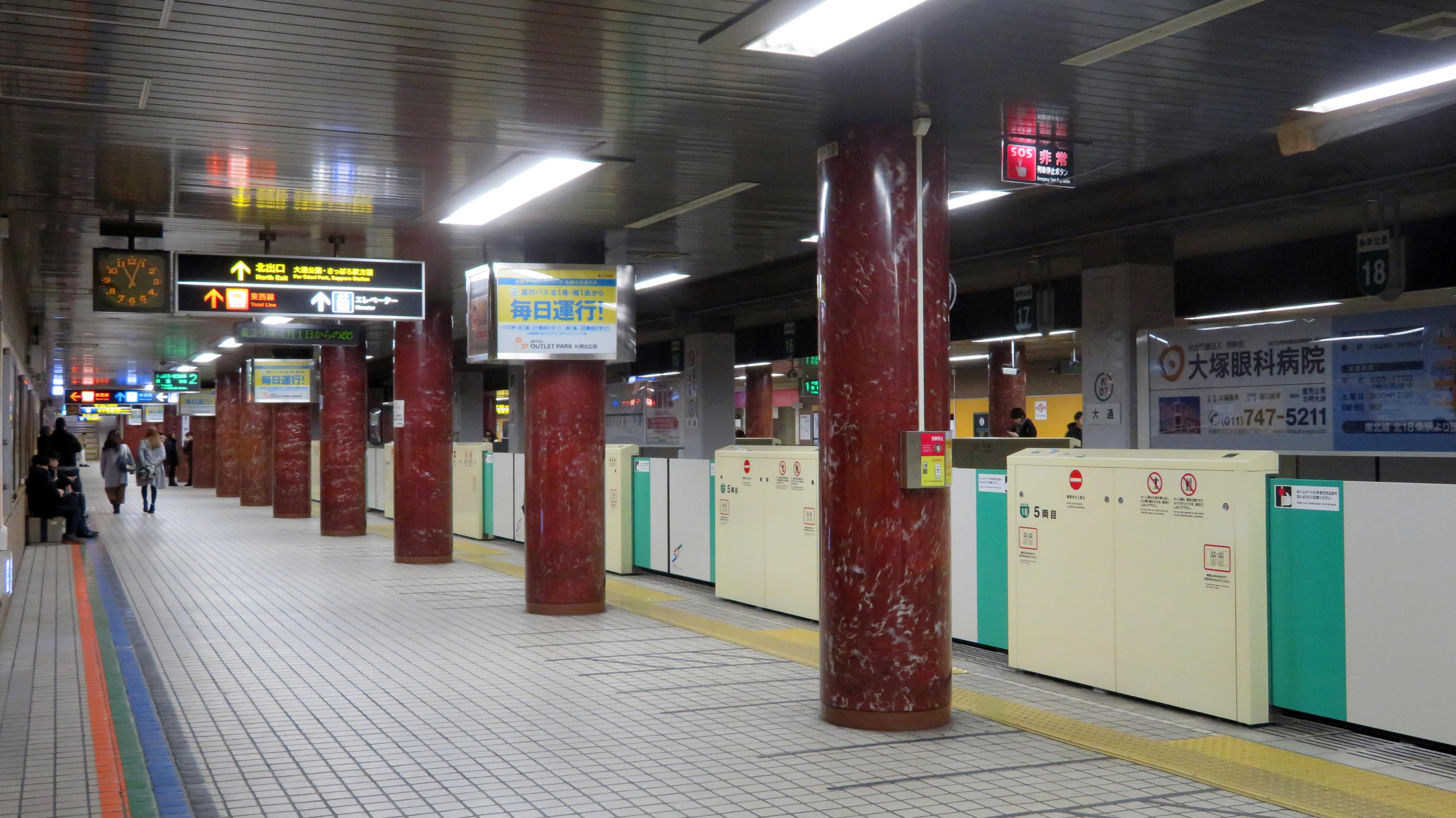
Quai de la ligne Namboku.
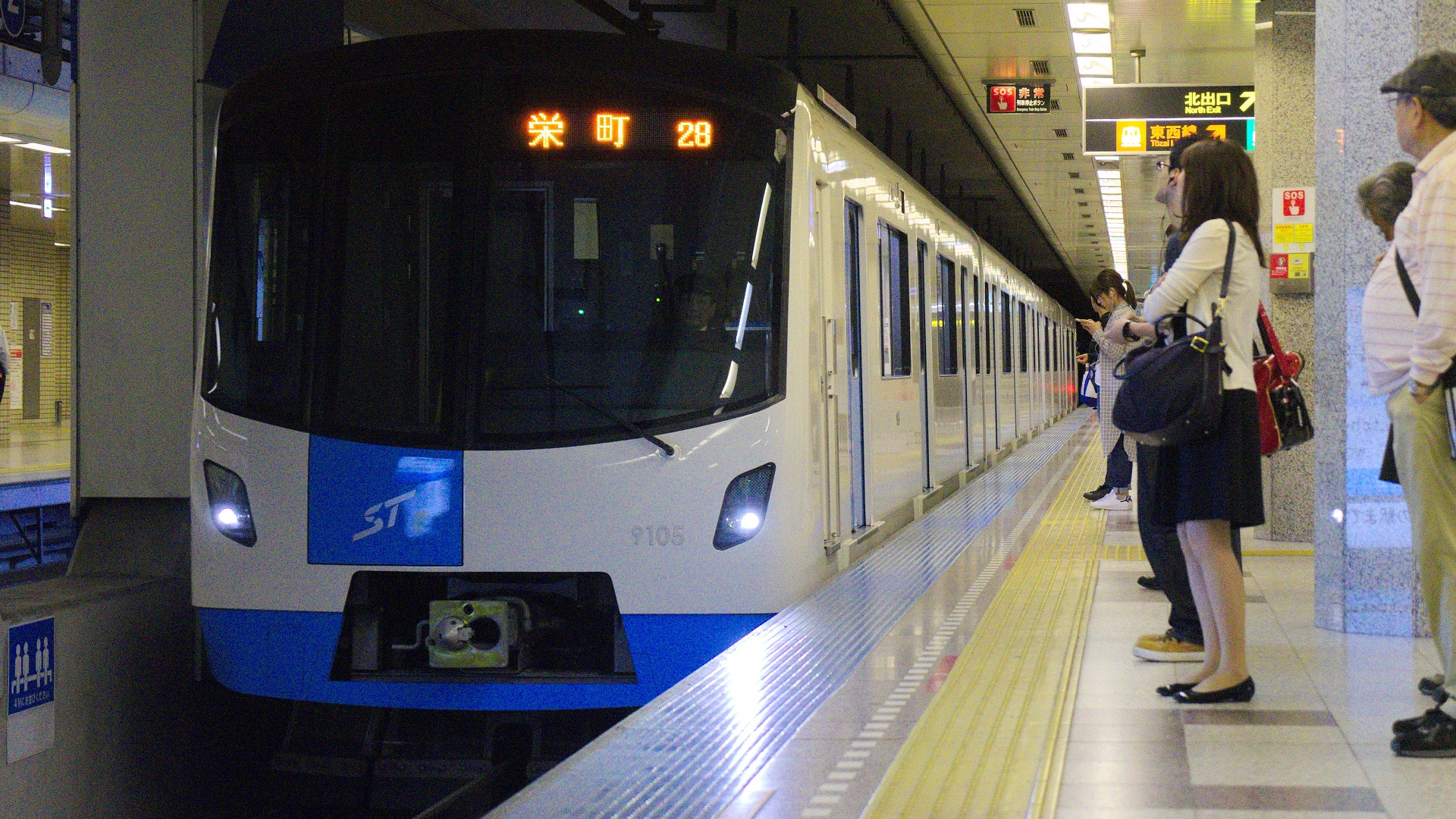
Quai de la ligne Tōhō.

### Intermodalité
Le tramway de Sapporo passe à proximité de la station, à Nishi yon chome.

## À proximité
- Parc Ōdōri
- Tour de télévision de Sapporo
- Tour de l'horloge de Sapporo